# Thanh An (đạo diễn)
Thanh An (25 tháng 12 năm 1934 – 21 tháng 4 năm 2011) là một nhà làm phim tài liệu nổi tiếng của điện ảnh Việt Nam, nguyên Phó tổng thư ký Hội Điện ảnh Việt Nam. Ông được nhà nước Việt Nam phong tặng danh hiệu Nghệ sĩ ưu tú vào năm 1993 và Nghệ sĩ nhân dân vào năm 2001.

## Cuộc đời
Thanh An tên đầy đủ là Nguyễn Thanh An, sinh ngày 25 tháng 12 năm 1934 tại làng Bích La Nam, xã Triệu Đông, huyện Triệu Phong, tỉnh Quảng Trị. Ông nhập ngũ từ tháng 1 năm 1951 và trở thành lính trinh sát thuộc biên chế của Sư đoàn 325 khi chỉ vừa 16 tuổi. Sau khi Thanh An cùng sư đoàn tham gia Chiến dịch Đông Xuân từ năm 1953 đến năm 1954 một thời gian thì hòa bình lập lại ở miền Bắc Việt Nam, Sư đoàn 325 được thành lập một đoàn văn công không chuyên. Năm 1955, Thanh An được điều về đoàn văn công này. Cũng ngay trong năm này, ông đã viết vở kịch Sự thật ở miền Nam. Không chỉ là vở kịch đầu tay của đạo diễn Thanh An, đây còn là tiết mục chủ đạo của đoàn văn công Sư đoàn 325 trong nhiều năm lưu diễn.
Năm 1958, khi đang là trưởng đoàn văn công, ông được cử đi học tại Trường Âm nhạc Việt Nam (sau này là Học viện Âm nhạc Quốc gia Việt Nam). Tại đây, ông theo học khoa Hơi, chuyên ngành Kèn dưới sự hướng dẫn của các giáo viên và chuyên gia đến từ Liên Xô. Sau khi tốt nghiệp loại ưu, ông được nhà trường giữ lại giảng dạy trong 2 năm. Năm 1965, ông xin vào khóa điện ảnh "chống Mỹ cứu nước" của Trường Điện ảnh Việt Nam cùng với nhiều nhà làm phim nổi tiếng về sau như Đào Trọng Khánh, Trần Văn Thủy, Xuân Sơn, Sĩ Chung, và bắt đầu gắn bó với ngành điện ảnh kể từ đó. Tác phẩm tốt nghiệp được quay bằng phim 16mm về đảo đèn Long Châu đã giúp Thanh An nhận được bằng tốt nghiệp loại ưu. Những chất liệu ông có được trong những chuyến khảo sát thực tế để làm bộ phim tốt nghiệp còn giúp ông cho ra đời bộ phim tài liệu Ngọn đèn cửa biển vào năm 1966, tác phẩm đã giành được Cúp Bạc tại Liên hoan phim Á Phi và Bông sen bạc tại Liên hoan phim Việt Nam.
Năm 1967, ông tốt nghiệp trường điện ảnh và về làm việc tại Xưởng phim Tài liệu – Thời sự Việt Nam (nay là Hãng phim Tài liệu và Khoa học Trung ương). Tháng 2 năm 1989, ông được bầu làm Phó Tổng thư ký của Hội Điện ảnh Việt Nam tại Đại hội lần thứ 3, và đảm nhiệm vai trò này 2 nhiệm kỳ liên tiếp. Năm 2001, ông bắt đầu thực hiện bộ phim tài liệu về Tổng bí thư Lê Duẩn. Nhưng đến năm 2004 bộ phim mới được hoàn thành, và ra mắt vào năm 2007 nhân kỷ niệm 100 năm ngày sinh của cố Tổng bí thư. Ngày 21 tháng 4 năm 2011, ông qua đời ở Hà Nội, thọ 77 tuổi.

## Tác phẩm
| Năm  | Phim                                    | Vai trò  | Vai trò   | Vai trò   | Vai trò  | Chú   | Nguồn         |
| Năm  | Phim                                    | Đạo diễn | Biên kịch | Quay phim | Lời bình | Chú   | Nguồn         |
| ---- | --------------------------------------- | -------- | --------- | --------- | -------- | ----- | ------------- |
| 1966 | Ngọn đèn cửa biển                       | Có       | Không     | Không     | Không    |       | [ 11 ] [ 12 ] |
| 1970 | Vì độc lập tự do                        | Không    | Không     | Có        | Không    |       |               |
| 1974 | Những bài ca từ chiến hào               | Có       | Có        | Không     | Không    |       | [ 13 ]        |
| 1982 | Ước mơ về cây đay                       | Có       | Có        | Không     | Không    |       |               |
| 1983 | Nghệ sỹ Đặng Thái Sơn                   | Có       | Có        | Không     | Không    |       |               |
| 1986 | Bài học về một con người                | Có       | Có        | Không     | Không    |       | [ 14 ]        |
| 1987 | Hát Quan họ                             | Có       | Có        | Không     | Có       |       | [ 15 ]        |
| 1996 | Hồ Chí Minh với Trung Quốc              | Có       | Không     | Có        | Có       | [ a ] | [ 16 ] [ 17 ] |
| 1998 | 300 năm Sài Gòn – thành phố Hồ Chí Minh | Có       | Có        | Không     | Không    | [ b ] | [ 18 ] [ 19 ] |
| 2007 | Tổng bí thư Lê Duẩn                     | Không    | Có        | Không     | Không    |       | [ 9 ] [ 8 ]   |

## Thành tựu

### Danh hiệu
- Nghệ sĩ ưu tú (1993).
- Nghệ sĩ nhân dân (2001)[20]

### Giải thưởng
| Năm  | Lễ trao giải                           | Hạng mục           | Tác phẩm                                | Kết quả       | Nguồn         |
| ---- | -------------------------------------- | ------------------ | --------------------------------------- | ------------- | ------------- |
| 1969 | Liên hoan phim Á Phi                   | Phim tài liệu      | Ngọn đèn cửa biển                       | Cúp Bạc       | [ 21 ]        |
| 1970 | Liên hoan phim Việt Nam lần thứ 1      | Phim tài liệu      | Ngọn đèn cửa biển                       | Bông sen bạc  | [ 12 ] [ 22 ] |
| 1975 | Liên hoan phim Việt Nam lần thứ 3      | Phim tài liệu      | Những bài ca từ chiến hào               | Bằng khen     | [ 23 ]        |
| 1988 | Liên hoan phim Việt Nam lần thứ 8      | Phim tài liệu      | Bài học về một con người                | Bông sen bạc  | [ 24 ]        |
| 1996 | Liên hoan phim Việt Nam lần thứ 11     | Phim tài liệu      | Hồ Chí Minh với Trung Quốc              | Bông sen vàng | [ 25 ]        |
| 1996 | Liên hoan phim Việt Nam lần thứ 11     | Đạo diễn xuất sắc  | Hồ Chí Minh với Trung Quốc              | Đoạt giải     | [ 26 ]        |
| 1997 | Giải thưởng Hội Điện ảnh Việt Nam 1996 | Phim tài liệu nhựa | Hồ Chí Minh với Trung Quốc              | Giải A        | [ 17 ] [ 27 ] |
| 1999 | Giải thưởng Hội Điện ảnh Việt Nam 1998 | Phim tài liệu nhựa | 300 năm Sài Gòn – thành phố Hồ Chí Minh | Giải B        | [ 28 ]        |
| 1999 | Liên hoan phim Việt Nam lần thứ 12     | Phim tài liệu      | 300 năm Sài Gòn – thành phố Hồ Chí Minh | Bông sen bạc  | [ 28 ]        |

## Đời tư
Đạo diễn Thanh An kết hôn với nghệ sĩ biểu diễn Thanh Huyền, nữ ca sĩ đầu tiên được phong tặng danh hiệu Nghệ sĩ nhân dân. Cả hai có 2 người con, một con trai và một con gái. Thời điểm đạo diễn Thanh An qua đời vào năm 2011, con trai cả của ông bà đang đi du học và làm trợ giảng cho một trường đại học ở Đức, anh đã có vợ và hai người con gái. Con gái út của ông bà là Thanh Hằng đã nối nghiệp mẹ làm nghệ sĩ biểu diễn.